# Matematikfilosofi
Matematikfilosofin ställer de för matematiken mest grundläggande frågorna: den handlar om vad matematik är och hur matematiken skall användas. Den består av en rad filosofiska skolor varav de huvudsakliga avhandlas nedan. 

## Platonism eller matematisk realism
Platonismen eller realismen lär att matematiken existerar i sin egen värld, parallell med vår värld. Det är lätt att sluta sig till detta av att matematiken dyker upp i så gott som alla andra vetenskaper. Grundsynen är alltså att matematiken är något som redan finns och som utforskas av matematiker, en matematiker upptäcker alltså ett visst matematiskt samband på samma vis som en upptäcktsresande upptäcker en ny kontinent. Likheten med Platons idévärld till vilken vår egen värld bara är en skuggvärld är uppenbar. Axiom är inom realismen analoga mot den fysiska världens naturlagar.[källa behövs]
Problemet med denna inställning är att man då måste förklara vilket slags värld matematiken existerar i, och hur den egentligen relaterar till vår fysiska värld.
Kända platonister eller realister är Pythagoras, Roger Penrose och Kurt Gödel.

## Formalism
Formalismen lär att matematiken i grund och botten handlar om strängmanipulationer, det vill säga olika regler för att kasta om symboler enligt vissa grundantaganden. De grundläggande antagandena är axiom som genom manipulationer enligt vissa regler omformas till teorem. Man kan på så sätt jämföra matematiken med ett spel, till exempel schack, där pjäserna flyttas enligt allmängiltiga regler.
Formalismen ställer inte samma krav på allmängiltighet som platonismen: man kan förkasta axiomen och härledningsreglerna, de är inte "naturlagar", och det finns ingen "perfekt" axiomstruktur. Inom formalismen finns alltså ingen hård koppling mellan vetenskapen och matematiken, det bara råkar vara så att strukturer inom dem båda liknar varandra, det finns ingen platonsk idévärld "bakom" den fysiska världen.
Ett ständigt gäckande problem för formalismen är Gödels ofullständighetssats.
Kända formalister är David Hilbert och hans doktorand Haskell Curry.

## Logicism eller logistik
Logicismen eller logistiken (i en annan betydelse än det ekonomiskt-matematiska begreppet logistik) lär att matematik är detsamma som logik och kan härledas från denna. Denna syn framfördes av Bertrand Russell och Alfred North Whitehead i Principia Mathematica vars mål var att slutgiltigt sammanföra den filosofiska logiken och matematiken. Denna disciplin är numera väsentligen utdöd.[källa behövs]

## Konstruktivism och intuitionism
Konstruktivism och intuitionism anser att bara matematiska begrepp som explicit kan konstrueras 
tillhör och skall studeras inom matematiken. Det råder emellertid en viss oenighet om vad "konstrueras" i detta sammanhang egentligen innebär. Konstruktivism skall emellertid inte förväxlas med den avhållsamhet flertalet matematiker väljer att nyttja urvalsaxiomet med. Urvalsaxiomet är tvärtom tämligen harmlöst för en konstruktiv matematiker, stundom till och med bevisbart.
Luitzen Egbertus Jan Brouwer är dess mest kända förespråkare.

## Kognitiva teorier
Kognitiva teorier ser matematiken som en intern funktion i det mänskliga medvetandet, och en naturlig följd av vår perceptiva förmåga. Man kan exempelvis visa att hjärnan reagerar starkt på geometriska föremål som räta linjer, medan oformliga föremål inte ger upphov till samma tydliga reaktionsmönster. Den ser alltså matematiken som väsentligen underordnad biologin. Matematiken skulle alltså vara ett elektrokemiskt fenomen i den mänskliga hjärnan.[källa behövs]
Se även gestaltlagarna.

## Socialkonstruktivism
Den socialkonstruktivistiska skolan anser att matematiken skall betraktas som ett socialt fenomen, en del av samhället, och dess inre logik följer samma mönster som andra vetenskapliga processer.[källa behövs]